# Oude Lievegang
De (Oude) Lievegang, het Blaisantkanaal, Blaisantvestkanaal, het Omleidingskanaal van de Lieve of de Nieuwe Lieve, plaatselijk de Kolveniersgang genoemd, is een voormalig kanaal in de Belgische stad Gent, dat tot 1962 liep van de Kolveniersgang bij het Rabot langs de Blaisantvest naar het Neuseplein.

## Geschiedenis

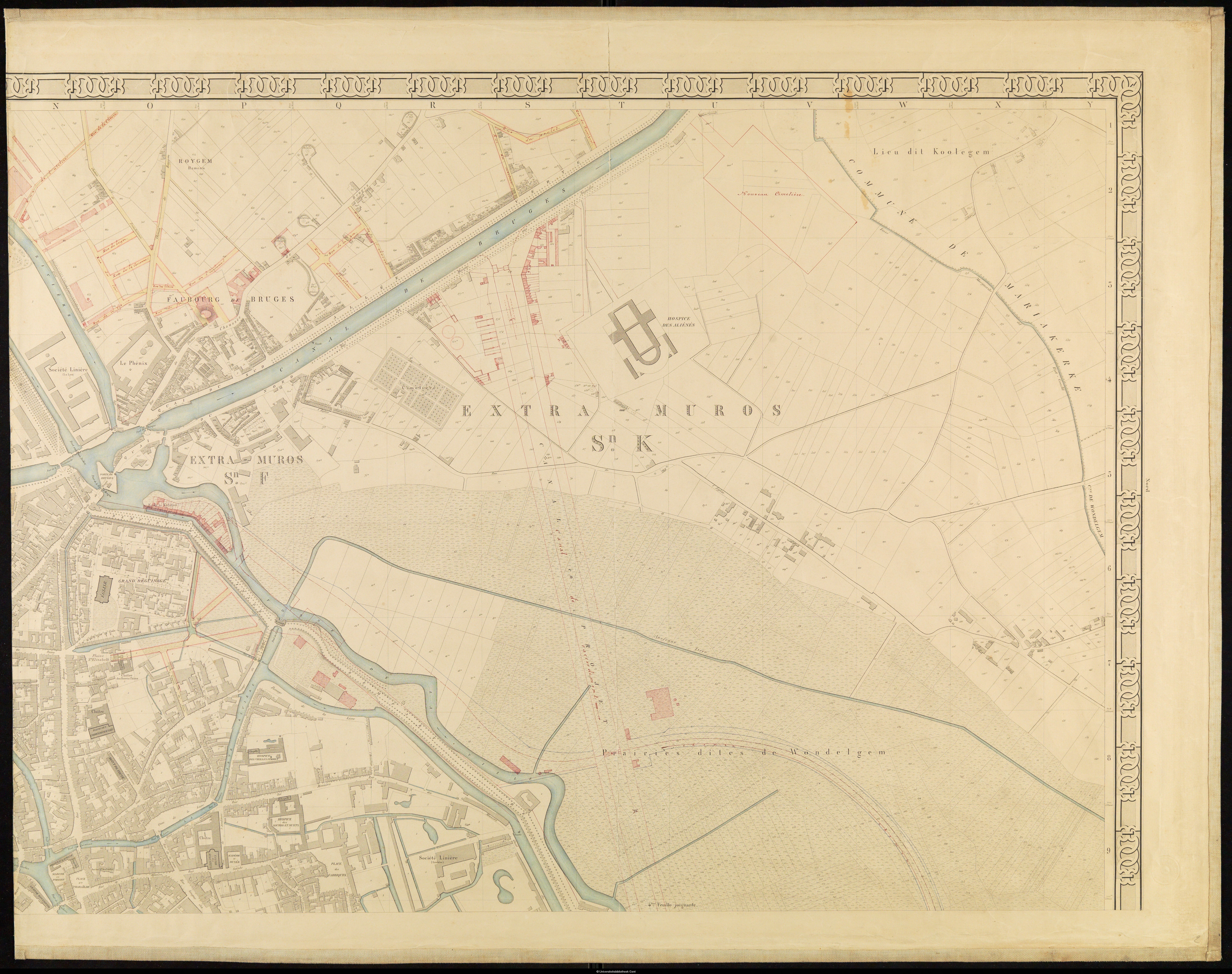
Kadastraal plan van Gérard (1855-1857), met onderaan het kanaal, aan de binnenkant van de stadsvest (Blaisantvest)

Het Blaisantvestkanaal begon als de binnengracht van de stadsvesten, hier Blaisantvest (Rempart de Blaisant) geheten naar de naam van een heerlijkheid. Nadat de Sassevaart vanaf 1548 een alternatief bood voor de Lieve naar de Noordzee, werd de vestgracht uitgebouwd als verbinding van de Lievehaven (Lievekaai) naar de Sassevaart.
Vanaf de aanleg van het Verbindingskanaal (ten noorden) rond 1860 was scheepvaart naar het noordelijker deel van de Lieve niet meer mogelijk, en werd daarvoor het Blaisantvestkanaal gebruikt richting Tolhuissluis.
In 1942 werd de Lievegang de Kolveniersgang genoemd (naar de kolveniers). In juli 1963 werd de Kolveniersgang gedempt, de naam bleef behouden als straatnaam. Een stukje ter hoogte van het Berouw, inclusief de Kameelbrug, bleef behouden als vijver. Bij aanleg van een collector in 1980 verdween ook dit.
In 2024 maakte het stadsbestuur plannen bekend om bij de heraanleg van het Neuseplein (aan de Voormuide) een deel van de Oude Lievegang opnieuw open te leggen.